# Скакун, Василий Александрович
Василий Александрович Скакун (18 марта 1944, село Петровское, Ставропольский край, РСФСР, СССР) — советский спортсмен и тренер, заслуженный мастер спорта СССР по спортивной акробатике (1973), первый чемпион мира 1974 года, заслуженный тренер СССР (1981, удостоверение № 1281), подготовивший 19 абсолютных чемпионов мира, кандидат педагогических наук, автор научных трудов и изобретатель в области гимнастики, почетный гражданин городов Ставрополя и Светлограда.

## Биография
Родился 18 марта 1944 года в селе Петровском, третий ребёнок в семье учителей.
Первый тренер — школьный учитель физкультуры Василий Харлампиевич Сотников. Чуть позже Сотников познакомил начинающего спортсмена со ставропольским тренером М. В. Страховым, с которым он хорошо дружил. Во время одной из поездок в Ставрополь у Василия состоялась судьбоносная встреча: он помешал разбегу одного спортсмена, за что последний сильно его отругал. Спортсменом был Юрий Страхов, младший брат тренера Михаила Страхова, впоследствии — первый в Советском Союзе заслуженный мастер спорта по акробатике. Василий же после того случая дал себе слово во что бы то ни стало стать лучше его.
В 1963 году выполнил норматив мастера по спортивной акробатике, а в 1965 — выиграл в Батуми первый розыгрыш Кубка СССР.
В 1971 году окончил факультет физического воспитания Ставропольского педагогического института.
Чемпион мира как в отдельных упражнениях, так и в командном зачете. В 1974 — призер в абсолютном первенстве.
В середине 70-х ушел из большого спорта, стал тренером. Подготовил чемпионов мира и Европы:
- заслуженных мастеров спорта:
  - Блужина Е. С. — «спортивная акробатика»[4], двукратная чемпионка мира,[5]
  - Бугаева Е. С. — «спортивная акробатика»[4], чемпион мира[5],
  - Громова Л. Ю. — «прыжки на батуте»[4],6-кратная чемпионка мира[5]
  - Завалий В. П. — «прыжки на батуте»[4], 2-кратная чемпионка Европы[5],
  - Кадатова Н. — «прыжки на батуте»,[4][6], чемпион мира[5],
  - Крыжановский А. А. — «прыжки на батуте»[4][6], 5-кратный чемпион мира[5],
  - Расолин А. В. — «спортивная акробатика»[4], 2-кратный чемпион мира[5],
- мастеров спорта международного класса
  - О. Акиншина
  - Е. Дерфель
  - А. Круглякова
  - В. Федулова

Вице-президент Федерации спортивной акробатики России и Европейской федерации спортивной акробатики.
Вот как сам характеризует свою жизнь Василий Александрович:

Когда я был действующим спортсменом, был уверен, что это и есть главный путь жизни. Затем, став тренером, мне удалось подготовить 15 абсолютных чемпионов мира из нашего Ставрополя и одну английскую спортсменку довести до золотой медали на мировом чемпионате, внедрить 15 собственных изобретений по спортивному оборудованию. Я был уверен, что это и есть миссия моей жизни, но теперь понял, что все то, что нарабатывал всю свою спортивную жизнь, было лишь подготовкой к главному периоду — периоду служения людям."— В. Скакун.
В настоящее время работает директором Академии здорового образа жизни Василия Скакуна в Ставрополе.
Организатор международного турнира «Звезды прыжков».

## Семья
- Дед по материнской линии — Котляров, Терентий Терентьевич, кубанский казак, последний атаман станицы Брюховецкая[2].
- Жена — Скакун (Тетеревятникова), Таисия Трофимовна, заслуженный тренер СССР[9].
- Дочь — Скакун, Светлана Васильевна, заслуженный тренер России[10].
- Сын — Скакун, Владислав Васильевич, мастер спорта, заслуженный тренер России

## Научные работы
- «Акробатические прыжки» — учебное пособие (1990)[3]
- «Все, что было не со мной, помню…» — (2013)[11]

## Изобретения
- «Акробатическая дорожка» (1977, соавтор)
- «Акробатическая дорожка» (1985, автор)
- «Приспособление для тренировки акробатов» (1986, соавтор)
- «Акробатическая дорожка» (1988, соавтор)
- «Приспособление для тренировки акробатов» (1989, соавтор)
- «Устройство для тренировки гимнастов» (1990, соавтор)
- «Приспособление к батуту для страховки спортсменов» (1991, соавтор)

## Награды и звания
- Заслуженный мастер спорта по спортивной акробатике (1973)[12]
- Заслуженный тренер РСФСР (1978) и СССР (1981)[1]
- Орденом «Знак Почета» (1985)
- Почетный знак «За заслуги в развитии физической культуры и спорта» (1986)
- Почетный гражданин г. Светлограда (1986)
- Кандидат педагогических наук (1989)
- Почетный гражданин г. Ставрополя (1997)
- Заслуженный работник физической культуры РФ (1997)